# Shudder
Shudder — американський відеострімінговий сервіс, що надає для перегляду фільми і серіали в жанрі жахи, трилер і фантастика на основі потокового мультимедіа. Власником є американська медіакорпорація AMC Networks, яка володіє низкою кабельних телеканалів, сервіси преміального потокового відеосервісу, кінокомпанія тощо.

## Історія
Shudder почав з бета-тестування влітку 2015 року в США, в якому брали участь користувачі тільки за запрошенням. До жовтня 2016 року Shudder повністю вийшов з бета-тестування і поширився на Канаду, Велику Британію та Ірландію.
Shudder доступний на мобільних пристроях Android і Apple, на пристроях Amazon Fire, Apple TV, Roku, Xbox One, Chromecast, а також за передплатою через Amazon Video.Shudder також доступний як частина комбінованого пакета VRV з серпня 2017 року.
16 серпня 2020 року Shudder розширила свою діяльність на Австралію і Нову Зеландію.

## Контент
Куратори каналу Сем Циммерман і Колін Геддес пропонують такі категорії, як «Urban Decay», «Slashics» і «Not Your Ordinary Bloodsucker», які розбивають бібліотеку на певні підкатегорії.
В кінці 2016 року Shudder представив 31 фільм Роба Зомбі за два тижні до випуску DVD, а також ексклюзивно представив 4K-реставрацію «Фантазм» Дона Коскареллі.
У 2018 році Shudder продовжив випуск ексклюзивних і оригінальних фільмів і серіалів, в тому числі «Майхем» за участю Стівена Яна і Самари Вівінг в головних ролях, «Вниз» режисера Рюхея Кітамури, «Помста», а також серіали Syfy Channel Zero та інші.
У липні 2018 року Shudder провів 24-годинну пряму трансляцію з легендарним ведучим жахів Джо Бобом Бріггсом під назвою «Останній в'їзд з Джо Бобом Бріггсом», під час якої шанувальники мали змогу переглянути такі фільми, як «Туристична пастка» та «Табір сну» із коментарями Джо Боба.
З 23 січня 2020 року Shudder показує «Мертві землі», серіал про надприродне, присвячений маорі, дія якого розгортається в Новій Зеландії, який був спільно продюсуваний AMC і новозеландською громадською телекомпанією TVNZ. Shudder поширив серіал в США, Канаді, Великій Британії та Ірландії, в той час як TVNZ On Demand має права на поширення в Новій Зеландії.